# Verbandsgemeinde Otterbach
Die Verbandsgemeinde Otterbach war eine Gebietskörperschaft im Landkreis Kaiserslautern in Rheinland-Pfalz. Der Verbandsgemeinde gehörten sieben eigenständige Ortsgemeinden an, der Verwaltungssitz war in der namensgebenden Gemeinde Otterbach. Zum 1. Juli 2014 wurde die Verbandsgemeinde Otterbach mit der Verbandsgemeinde Otterberg zur Verbandsgemeinde Otterbach-Otterberg zusammengelegt.
Die Verbandsgemeinde lag im oberen Lautertal, unmittelbar vor der Universitätsstadt Kaiserslautern und wurde von der Bundesstraße 270 auf ihrer gesamten Länge durchzogen, parallel verlief die Bahnstrecke Kaiserslautern-Lauterecken/Grumbach.

## Verbandsangehörige Gemeinden
| Ortsgemeinde               | Fläche (km²) | Einwohner |
| -------------------------- | ------------ | --------- |
| Frankelbach                | 5,29         | 318       |
| Hirschhorn/Pfalz           | 3,32         | 752       |
| Katzweiler                 | 9,42         | 1.693     |
| Mehlbach                   | 9,02         | 1.117     |
| Olsbrücken                 | 7,22         | 1.065     |
| Otterbach                  | 6,20         | 3.917     |
| Sulzbachtal                | 6,71         | 442       |
| Verbandsgemeinde Otterbach | 47,17        | 9.304     |

(Einwohner am 31. Dezember 2012)

## Geschichte
Die Verbandsgemeinde Otterbach entstand im Jahr 1971 im Rahmen einer Funktional- und Gebietsreform im Land Rheinland-Pfalz.
Im Zuge der zweiten, im Jahr 2010 begonnenen, rheinland-pfälzischen Kommunal- und Verwaltungsreform sollten die Verbandsgemeinden Otterbach und Otterberg auf der Basis der bis zum 30. Juni 2012 laufenden und sogenannten „Freiwilligkeitsphase“ zusammengelegt werden.
Am 14. Dezember 2010 beschlossen die Verbandsgemeinderäte der beiden Verbandsgemeinden in getrennten, aber zeitgleich stattfindenden Sitzungen die Fusion der benachbarten Verbandsgemeinden im Jahr 2014. Der Fusionsvertrag wurde von den beiden Bürgermeistern, Harald Westrich (Verbandsgemeinde Otterbach) und Martin Müller (Verbandsgemeinde Otterberg), am gleichen Tag unterzeichnet.
Nach dem am 20. Dezember 2011 erlassenen „Landesgesetz über die freiwillige Bildung der neuen Verbandsgemeinde Otterbach-Otterberg“ wurde zum 1. Juli 2014 eine neue Verbandsgemeinde mit dem Namen „Otterbach-Otterberg“ gebildet. Verwaltungssitz ist die Stadt Otterberg, in Otterbach soll eine zweite Verwaltungsstelle bleiben. Die Wahl zum Verbandsgemeinderat sowie des Bürgermeisters der neuen Verbandsgemeinde fand am Tag der allgemeinen Kommunalwahlen im Jahr 2014 statt.

## Bevölkerungsentwicklung
Die Entwicklung der Einwohnerzahl der Verbandsgemeinde Otterbach bezogen auf das Verwaltungsgebiet zum Zeitpunkt der Auflösung; die Werte von 1871 bis 1987 beruhen auf Volkszählungen:
| Jahr | Einwohner |
| 1815 | 2.415     |
| 1835 | 3.710     |
| 1871 | 4.205     |
| 1905 | 5.880     |
| 1939 | 7.043     |
| 1950 | 7.979     |

| Jahr | Einwohner |
| 1961 | 8.521     |
| 1970 | 8.922     |
| 1987 | 8.481     |
| 1997 | 9.594     |
| 2007 | 9.684     |
| 2010 | 9.516     |

## Politik

### Verbandsgemeinderat
Der Verbandsgemeinderat Otterbach bestand aus 24 ehrenamtlichen Ratsmitgliedern und dem hauptamtlichen Bürgermeister als Vorsitzendem.
Die Sitzverteilung im Verbandsgemeinderat:
| Wahl | SPD | CDU | FDP | LINKE | FWG | Gesamt   |
| ---- | --- | --- | --- | ----- | --- | -------- |
| 2009 | 10  | 7   | 1   | 1     | 5   | 24 Sitze |
| 2004 | 9   | 8   | 1   | –     | 6   | 24 Sitze |

### Wappen
Die Blasonierung des Wappens lautet: „In blauem Schildbord in Silber, durch einen blauen Wellenbalken geteilt, oben ein blauer Fischotter mit einem schwarzen Fisch im Maul, unten ein grüner Eichenzweig mit zwei grünen Blättern und zwei goldenen Eicheln, beseitet von je einem schwarzen Salzkristall“.
Es wurde 1976 von der Bezirksregierung Neustadt genehmigt.

## Verkehr
Durch das Gebiet der ehemaligen Verbandsgemeinde verläuft in Süd-Nord-Richtung die Lautertalbahn, die dort mit Lampertsmühle-Otterbach, Katzweiler, Hirschhorn/Pfalz, Untersulzbach und Olsbrücken insgesamt fünf Unterwegshalte besitzt.